# 国王の孤児
国王の孤児 （葡: órfãsd'el-rei ポルトガル語: [ˈɔɾfɐ̃ʒ dɛlˈʁej] ）は、ポルトガルの植民地政策の一環として、ポルトガル帝国時代、本国から海外植民地に送られたポルトガル人の少女孤児である。孤児は先住民の支配者またはポルトガル人入植者と結婚した。

## 結婚
「国王の孤児」はすべて若い女性であり、その父親は王国のための戦いで亡くなったポルトガル人男性だった。彼女たちはポルトガルの植民地に送られた。このためアジアの植民地には、従来考えられていたよりも多くのポルトガル人女性がいた。Bernard Sta Mariaは次のように書いている「1545年以降、国王ジョアン3世はインド（と東アジア）に華やかさと優秀さを兼ね備えた若いポルトガル人女性を送り始めた。『女王の孤児』として知られている彼女たちは、現地で若い男性と結婚するために送られた」彼女たちは貴族の出である場合もそうでない場合もあった。
「国王の」とあるとおり、彼女たちがポルトガル領インドに送られる前後に、ポルトガル政府が面倒を見て教育を行った。特にゴアが少女の大半を受け入れた。一部はブラジル植民地にも送られた。年齢制限は12〜30歳だった。
彼女たちはリスボンや他のポルトガルの都市を出発し、ポルトガル領インドに到着した。持参金などのインセンティブは、結婚相手に少女と一緒に与えられた。持参金とは、公式地位または土地だった。この制度が続いた期間について、「システムは明らかに18世紀（の初頭）まで断続的に機能し続けた」と言われている。
特に、大量の少女と持参金がジョアン3世の王妃カタリナ・デ・アウストリアによって送られた。イベリア連合の間、ポルトガルを治めたハプスブルクの王はゴアに孤児を送り続け、現地当局からの抗議は無視する方針だった。「白人、カトリック、そして出産可能」であることがこの制度で選ばれるための要件だった。現地当局が国王に抗議した理由は、夫となる男性の不足だった。一方、ポルトガル女性の継続的なインドへの移民の支持者は、現地で宣教にあたっていたイエズス会の神父アルバロ・ペンテアードなどであった。孤児を送り込む目的の1つは、ポルトガル人男性が他の人種の女性と結婚するのを止め、ポルトガル人の妻を提供することだった。混血を抑止し、白人ポルトガル人の人口増を目論んだ。ゴアでのポルトガル人の男女比率は偏ったもので、孤児の移民はこれを是正する試みだった。
フレデリック・チャールズ・ダンバースは1894年に次のように書いている。
オランダの私掠船がポルトガルの孤児を船ごと鹵獲し、花嫁として連れ去ったとの話もある。英領インドの歴史家ジェームズ・ウィーラーは、1881年に次のように述べている。
ブラジルのバイアは、1551年に孤児の何人かを受け入れた。

### 持参金とインセンティブ
孤児の求婚者を惹きつけるために、レドンド伯爵は持参金に1,000ゼラフィンを追加した。インドで生まれた女性の孤児には、その特権はなかった。

### 現地支配者との結婚
一部の孤児は、亡命中かポルトガル人と同盟していた先住民の支配者と結婚した。
追放されたペンバ島元統治者（ワーリー）はイスラム教からキリスト教に改宗し、1607年にドナ・アンナ・デ・セプルベダという名前の国王の孤児と結婚した。そして名前をフェリペ・ダ・ガマ、ドン・フィリペ、またはフィリップに変更した。しかし、彼は後にイスラム信仰に戻った。息子のエステバンが結婚の結果生まれた。彼は1596年にペンバからモンバサに追放されていた。 
1500年代に亡命したモルディブの支配者ハッサンは、ポルトガルの孤児と結婚した。彼女の名前はD.フランシスカ・デ・バスコンセロス。他にもポルトガルの少女は、ゴアでも高いカーストの先住民と結婚した。
オランダ人の私掠船によって誘拐されたポルトガルの孤児の1人は、アクバル大王のハーレムに行き着いたとされる。